# Jean Stern (Fechter)
Léon Antoine Jean Stern (* 19. Februar 1875 in Paris; † 15. Dezember 1962 ebenda) war ein französischer Degenfechter und Olympiasieger.
Stern nahm 1908 in London an den Olympischen Spielen teil. Mit der französischen Mannschaft gewann er die Goldmedaille im Degenfechten. Stern war Mitglied der Unternehmerfamilie Stern.